# Prodlacta Brașov
Prodlacta Brașov este o companie producătoare de produse lactate din România.
Compania este tranzacționată pe piața Rasdaq a Bursei de Valori București. În ianuarie 2008, compania era deținută de salariații companiei (48,8%), AVAS (4,3%) și alți acționari (46,8%).
Cifra de afaceri în 2007: 16,1 milioane Euro